# Peklo (Heřmaničky)
Peklo je osada, část obce Heřmaničky v okrese Benešov. Nachází se asi 1,5 km na sever od Heřmaniček. V roce 2009 zde byly evidovány tři adresy.
Peklo leží v katastrálním území Arnoštovice o výměře 5,64 km².

## Historie
První písemná zmínka o vesnici pochází z roku 1472.

## Další fotografie

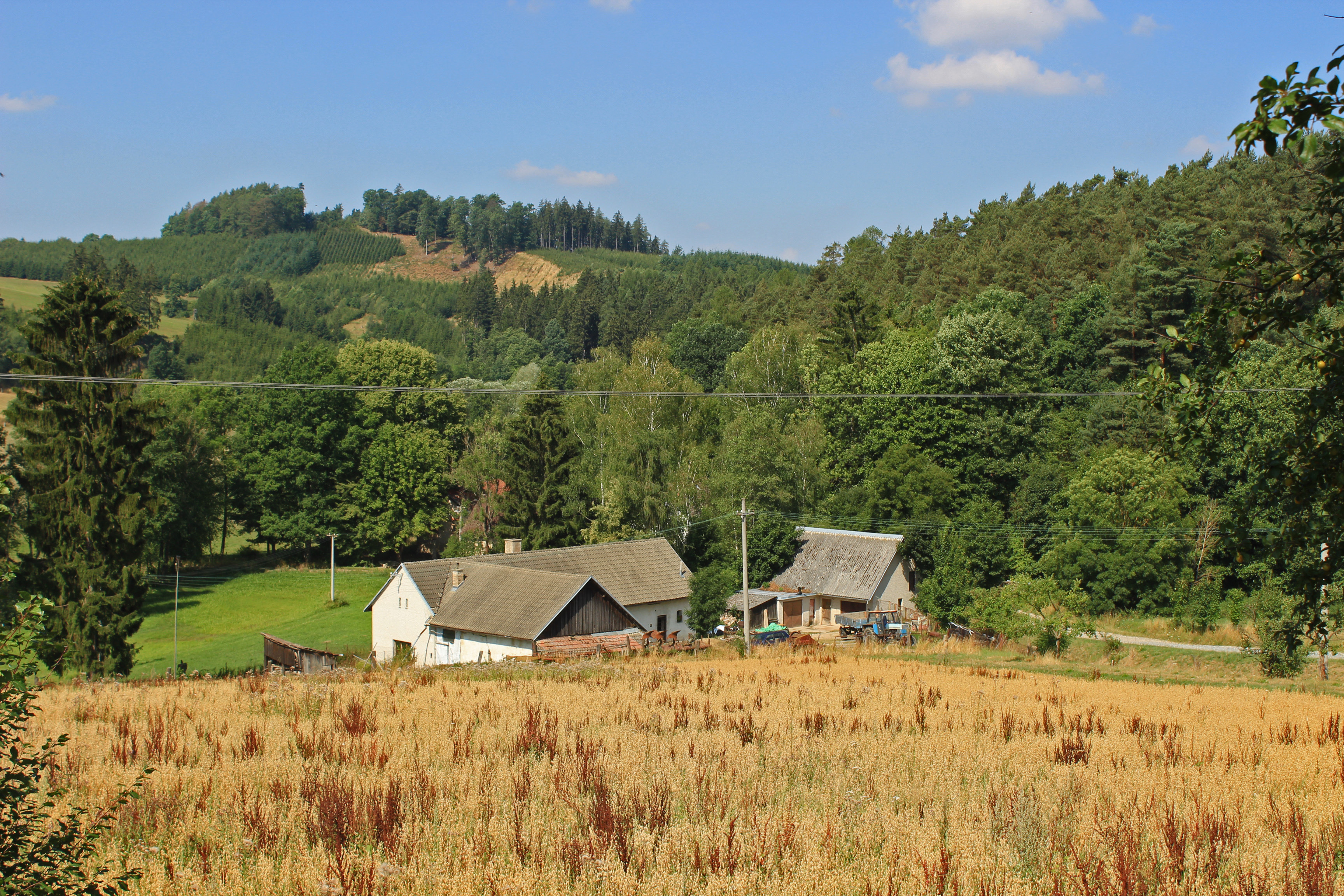
Vrch Čihanice za vsí
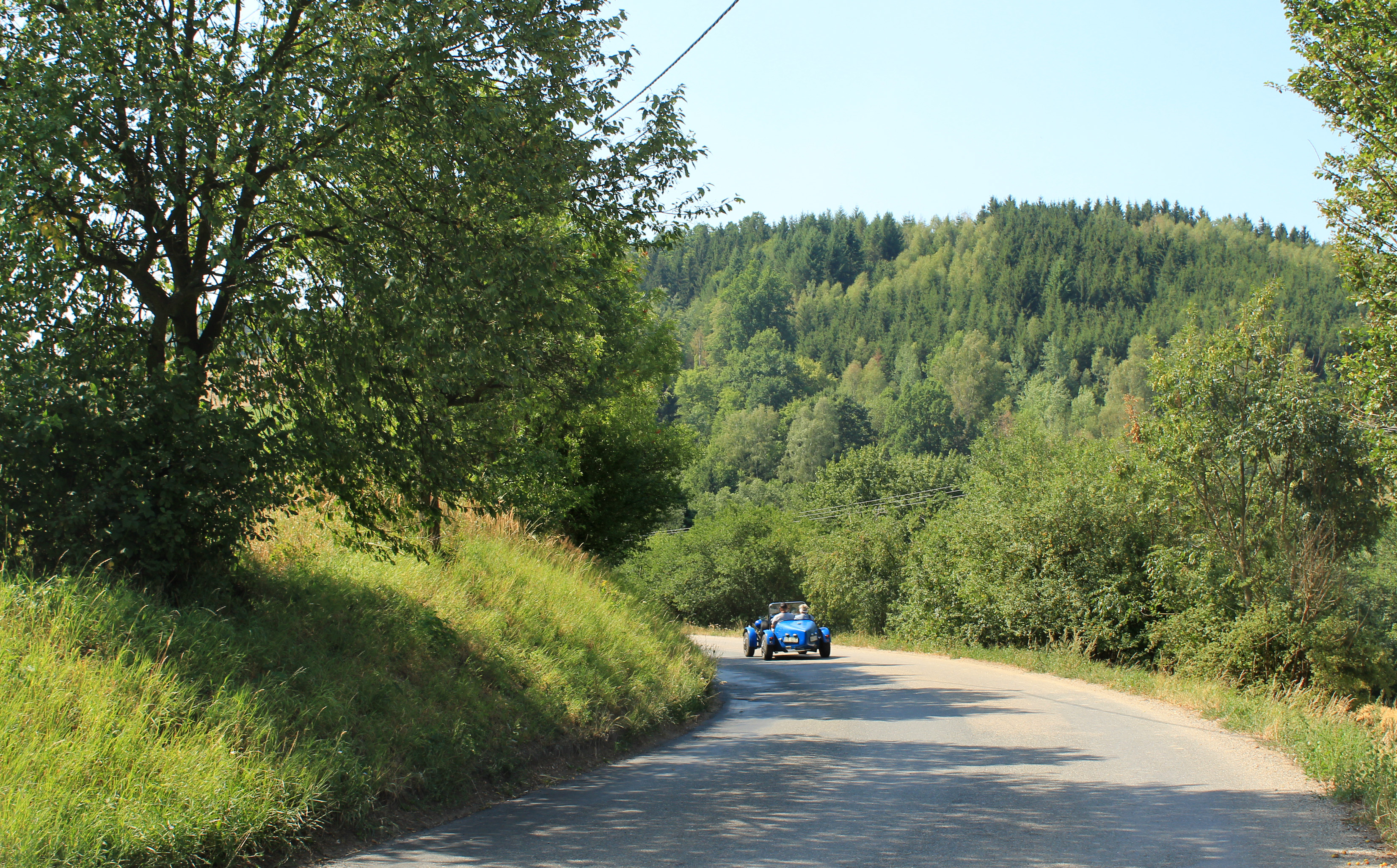
Silnice II. třídy 121 nad vsí